# Изгубљени град Калахарија
Изгубљени град Калахарија (енгл. The Lost City of the Kalahari) је енигма европског истраживања Африке и археологије која датира из касног 19. века. Историја бележи постојање разореног града који се налази у пустињи Калахари. Ова мистерија је донекле решена тек век касније открићем природних долеритних конкреција које су могле да одају утисак конструкција које је изградила људска рука.

## Порекло мистерије
Године 1885, Канађанин Гиљермо Фарини (псеудоним Вилијама Леонарда Ханта) био је један од првих западњака који је прешао неистражени део Калахарија. По повратку у Европу, објавио је књигу са детаљима о својим искуствима која је укључивала описе необичних стенских формација за које је веровао да су рушевине до тада непознатих грађевина. Фарини је касније представио документ Краљевском географском друштву (које је читано у његовом одсуству), а фотографије снимљене током експедиције су јавно изложене, повећавајући важност и славу његовог путовања.
У својој књизи Фарини поетично описује рушевине:
Напола затрпана рушевина - огромна олупина камења,

 На усамљеном и пустом месту, 

Храм - или гробница за људске кости,

 Остављен од људи да пропада и труне.

Груби исклесани блокови из пројекта црвеног песка,

И појављује се безоблично необрађено камење, 

Пепео неког великог човека дизајниран да заштити,

 Сахрањен много хиљада година.

Реликвија, можда, славне прошлости,

 Град некада величанствен и узвишен,

Уништен земљотресом, осакаћен експлозијом,

 Пометено руком времена.

## Легенде и претраге
Почетком 20. века, Фаринијево запажање је родило легенду широм Јужне Африке. Неки људи су тврдили да су видели напуштени чамац или чак каменолом у празној пустињи. Други су покушали да објасне присуство ове непознате цивилизације упоређивањем са археолошким налазима у Великом Зимбабвеу.
Године 1932. покренуто је двадесет пет експедиција за проналажење „Изгубљеног града”. Прешли су пустињско подручје у правцу Фаринија. Ф. Р. Павер и др В. М. Борхердс кренули су из Упингтона да претражују пустињски песак, летећи изнад тог подручја у извиђачким авионима и након тога сугеришући низ објашњења. Међутим, нису успели да пронађу било какве знакове изградње у тој области.
Додатне претраге авиона извршио је Џошуа Н. Халдеман, деда Елона Маска по мајци.

## Могуће решење мистерије
А. Џ. Клемент је истраживао причу 1964. и изнео нову теорију. Клемент је тврдио да је његова студија Фаринијевог описа његове руте истакла недоследности у Фаринијевој причи. Клемент је закључио да је Фарини отишао дубоко у јужну Африку, али никада није отишао у срце Калахарија где је тврдио да се налази Изгубљени град. Да би тестирао ову премису, Клемент је истражио оно што је сматрао Фаринијевим правим путем и открио скуп монументалних стена, налик зидовима.
Клемент је закључио да се показало да Фаринијев изгубљени град постоји, али као природна формација. Клемент је пронашао геолошки куриозитет, који датира 180 милиона година уназад до великог преокрета који је пратио настанак планина Дракенсберг у Јужној Африци.
Камење је састављено од долерита, посебне врсте магматске стене која може да еродира да би дала изглед равних и правилних блокова што сугерише вештачку конструкцију.

## Слике са експедиције
- Трајект Вајер Понт, Вал (река у ЈАР)
- Капетан Дерек Веландер, Калахари
- Шернбрикер клисура Стотину водопада, Орање
- Камп Катеа, пустиња Калахари

## У популарној култури
Џош Гејтс посећује Клементове зидове у „Експедиција непознато”, заједно са низом мањих локација које садрже вештачке зидове, путеве и резбарије.